# Aspisheim
Aspisheim est une municipalité de la Verbandsgemeinde Sprendlingen-Gensingen, dans l'arrondissement de Mayence-Bingen, en Rhénanie-Palatinat, dans l'ouest de l'Allemagne.

## Illustrations

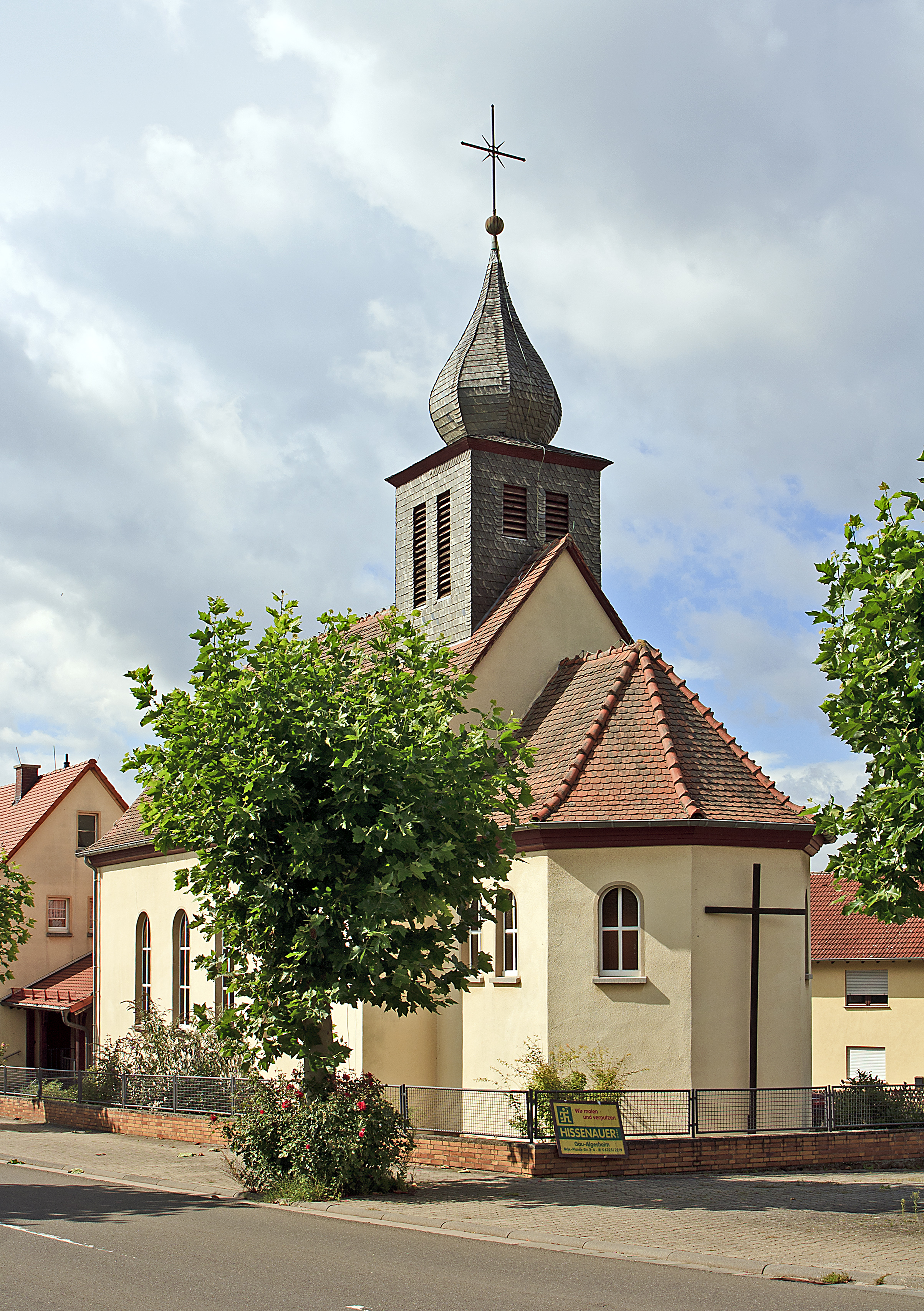
Église catholique St. Martin.
Localisation d'Aspisheim dans la Verbandsgemeide et dans l'arrondissement.